# 교향곡 4번 (베토벤)
《교향곡 4번 내림나장조, 작품 번호 60》은 루트비히 판 베토벤이 그의 네 번째 교향곡으로 출판한 작품이다. 1806년 작곡되어 1807년 3월 로브코비츠 공작의  궁전에서 열린 사적 연주회에서 초연되었다. 첫 공공 연주회에서의 연주는 1808년 4월 빈의 부르크 극장에서 이루어졌다.
이 교향곡은 4악장으로 구성된다. 그것은 주로 온화한 분위기로, 앞뒤로 이어진 더 무게감 있는 베토벤 교향곡, 《3번 "영웅")과 《5번 "운명")으로 가려지는 경향이 있다. 베를리오즈, 멘델스존, 슈만을 포함한 후대의 작곡가들은 이 작품에 크게 감탄했지만, 음악 애호층 사이에서는 "영웅", "운명"이나 다른 베토벤의 교향곡 만큼 널리 알려져 있지 않다.

## 배경 및 작곡
베토벤은 1806년의 여름을 그워구프 근처에 있는 그의 후원자 리히노브스키 공작의 시골 저택에서 보냈다. 9월에 베토벤과 공작은 공작의 친구 중 한 명인 프란츠 폰 오퍼스도르프 백작의 집을 방문했다. 백작은 개인 오케스트라를 유지했고 작곡가는 자신이 4년 전에 쓴 두 번째 교향곡을 연주해 영예를 얻었다. 그 후 오퍼스도르프는 베토벤에게 새로운 교향곡을 쓰도록 상당한 금액을 제공했다.
이 곡이 쓰인 시기에 베토벤은 미망인 요제피네 폰 다임 백작 부인에 대한 사랑으로 인해 매우 고조된 감정의 상태에 이르는 단계에 있었는데(어쩌면 이것은 그의 인생에서 가장 평화로운 순간이었다), 이는 특히 고요한 감성적 엑스터시로 시작되는 독특한 제1주제(1악장 알레그로)에서 분명하게 드러나고 있다.

## 초연과 헌정 및 출판
이 곡은 실레시아 귀족 프란츠 폰 오퍼스도르프 백작에게 헌정되었다. 헌사에는 "실레시아의 귀족 프란츠 폰 오퍼스도르프 백작에게"라고 적혀있다. 비록 오퍼스도르프가 첫 6개월 동안 이 작품에 대한 독점권을 지불했지만, 그의 오케스트라는 첫 공연을 하지 않았다. 초연은 1807년 3월 빈에서 베토벤의 또 다른 후원자인 롭코비츠 공작의 궁전에서 열린 사적 연주회에서 《코리올란 서곡》, 《피아노 협주곡 4번》과 함께 이루어지고 있다. 첫 번째 공공 연주회는 1808년 4월 빈의 부르크 극장에서 열렸다.
관현악 파트보는 1809년 3월에 출판되었지만, 총보는 1821년까지 출판되지 않았다. 펠릭스 멘델스존이 한때 소유했던 이 원고는 현재 베를린 국립도서관에 소장되어 있으며 온라인에서도 볼 수 있다.
베토벤은 훗날 다섯 번째 교향곡이 되는 것에 대해 연구하고 있었다. 그리고 그의 첫 번째 의도는 백작을 위한 임무를 수행하는 것이었을 지도 모른다. 만약 그렇다면 왜 그가 이것을 하지 않았는지에 대해서는 몇 가지 설이 있다. 조지 그로브는 경제적 필요성 때문에 베토벤이 롭코비츠 공작과 라주몹스키 백작에게 공동으로 (《6번》과 함께) 《5번》을 헌정할 수 밖에 없었다고 제안했다. 다른 해설자들은 오퍼스도르프가 의뢰하기 전에 네 번 째 교향곡이 기본적으로 완성되었거나, 작곡가가 아직 "급진적이고 감정적으로 부담이 큰 다섯 번째 교향곡"을 밀고 나갈 준비가 되어 있지 않았거나, 혹은 《2번》과 같은 하이든 적인 세계를 분명하게 좋아하는 그 백작의 선호감이 비슷한 맥락의 또 다른 작품을 촉발시켰다고 제안했다.

## 평판
이 곡은 베토벤의 교향곡 중 비교적 덜 논의되고 것으로, 비슷한 사례의 그의 교향곡으로 《1번》과 《8번》이 있다.
이 곡에 대한 가장 유명한 평가는 로베르트 슈만의 은유로 불 수 있다. 그는 이 곡에 대하여 "두 북유럽 신화의 거인(《3번》과 《5번》) 사이에 자리한 부드러운 그리스 처녀와 같다"고 평했다. 프랑스 작가 로맹 롤랑은 이 곡에 대해 슈만과 비슷한 발언을 했는데, "인생에서 가장 밝은 날의 향기를 간직하고 있다"고 평했다.
이러한 작품에 대한 평가는 슬픈 동기나 웅장한 구성 없이 여성스럽고 신선한 느낌 때문이라고 볼 수 있는데, 나름대로 타당성이 있다. 하지만 실제 이 작품의 악장은 대부분 음량이 크고 감정이 격렬해 "남성적"이라는 느낌을 준다. 느린 악장에서도 베토벤과 같은 힘을 가지고 있는 매우 강한 섹션이 있다. 따라서 이 곡은 노래처럼 "아름다운 것"과 "열광적인 것", 이 두가지 요소가 충동적으로 결합되어 있다고 볼 수 있다. 베를리오스는 "악보의 전체적인 성격이 생기발랄하고 쾌활하며 더없는 부드러움을 지녔다"고 평했으며, 로버트 심슨은 "이 작품이 가진 기품은 처녀의 것도 그리스의 것도 아니라 거인이 훌륭한 홀가분함과 부드러움으로 편안한 체조를 해내고 있을 때의 것이다. 베토벤의 창조물에는 강철과 같은 근육이 숨겨져 있다"라고 말하고 있다.
이 곡에서 베토벤은 첫 악장 이전에 느린 도입부를 추가하는 고전악파의 전통으로 돌아왔지만, 더 깊은 내용을 제공하는 형태로 개혁했다. 작품의 조성인 내림나장조는 베토벤의 작품에서 편안하고 따뜻한 의미를 가지고 있다.

## 악기 편성
| 오케스트라 | 오케스트라 | 오케스트라 | 오케스트라   | 오케스트라 | 오케스트라 | 오케스트라  | 오케스트라  |
| 목관 악기  | 목관 악기  | 금관 악기  | 금관 악기    | 타악기     | 타악기     | 현악 합주단 | 현악 합주단 |
| ---------- | ---------- | ---------- | ------------ | ---------- | ---------- | ----------- | ----------- |
| 플루트     | 1          | 호른       | 2            | 팀파니     | 한 쌍      | 제1바이올린 | ●           |
| 오보에     | 2          | 트럼펫     | 2            | 기타       |            | 제2바이올린 | ●           |
| 클라리넷   | 2          | 기타       |              | 기타       | 비올라     | ●           |             |
| 바순       | 2          | 기타       | 첼로         | 기타       | ●          |             |             |
| 기타       |            | 기타       | 콘트라베이스 | 기타       | ●          |             |             |

## 악장 구성
전4악장으로 이루어지며, 연주 시간은 약 34분 정도이다.

### 제1악장: 아다지오  — 알레그로 비바체
아다지오 내림나장조, 4/4박자, - 알레그로 비바체 내림나장조, 2/2박자. 소나타 형식(제시부 반복 지정 있음).
서두의 3도 하강과 2도 상승을 반복하는 음형 진행은 《5번》 제1악장 제1주제의 음형 진행과 공통되어 있다(이동도법에서 읽으면 파-레-미-도-레-시-도-라, 《5번》은 미-도-레-시). 어두운 분위기의 서주에서 고조되어 주부에 들어가면 한바탕 뒤집혀 경쾌한 음악이 이어진다. 서주와 동기 위에 관련을 가진 두 번째 주제는 목관악기에 제시되고, 후반에는 카논풍의 서법이 보인다. 또, 제2주제의 제시 전부터 빈번히 제시되는 신코페이션이 효과적으로 사용되고 있는데, 이 동기를 사용해 쓰여진 제시부 반복용의 14마디의 악절은, 베토벤의 교향곡 중 가장 길다. 2박자로 쓰여져 있는 것부터, 온음표나 2분음표의 사용이 비교적 많은 것도 특필된다. 제시부 서두에서는 가볍게 제시되는 제1주제가, 재현부 서두에서는 강주로 재현된다고 하는 베토벤의 선호하는 구성이 취해지고 있다. 코다는 베토벤의 것으로서는 짧고 간결하다.

### 제2악장: 아다지오
내림마장조, 3/4박자. 전개부가 없는 소나타 형식.
첫머리에 제시되는 부점리듬이 전체에 걸쳐져 있고, 그 위에 흐르는 긴 선율이 특징을 이룬다. 두 번째 주제는 클라리넷에 의해 어딘가 서글프게 제시되고, 이것이 첫 번째 주제의 동기에 의해 상쇄되어 재현부로 들어간다. 재현부는 형식대로의 것이 아닌 것으로, 특히 제1주제부에 있어서는 전개부의 부재를 보충하도록 극적인 표현이 들려진다. 제2주제 이후는 형식 그대로의 것이 재현이 되고 있다. 악장 끝에 나타나는 팀파니의 독주는 당시의 새로운 기축으로 주목된다.

### 제3악장: 알레그로 몰토 에 비바체 — 운 포코 메노 알레그로 — 템포 프리모
알레그로 몰토 에 비바체는 내림나장조, 3/4박자, 운 포코 메노 알레그로는 내림나장조, 3/4박자, 템포 프리모는 내림나장조, 3/4박자. 복합 세도막 형식.
스케르초 악장이지만, 악보에는 "스케르초"라고 명시되어 있지 않다. 처음부터 반복적으로 나타나는 신코페이션이나 헤미올라가 특징적이다. 트리오에서는 목관악기에 의한 목가적인 악상을 다룬다. 전체적으로는 트리오가 두 번 나타나는 ABABA'의 형식을 취한다.

### 제4악장: 알레그로 마 논 트롭포
내림나장조, 2/4박자. 소나타 형식(제시부 반복 지정 있음).
첫 번째 주제는 16분음표의 빠른 패시지에 의한 것으로, 이 동기는 악장 전체를 지배하고 있다. 두 번째 주제는 목관, 이어 현에 두루 제시된다. 바순의 첫 번째 주제 재현은 연주상의 난점으로 알려져 있다.

## 참조 음반
- 카를로스 클라이버, 바이에른 방송 교향악단, 오르페오
- 세르주 첼리비다케, 뮌헨 교향악단, EMI
- 칼 뵘, 빈 관현악단, DG
- 헤르베르트 폰 카라얀, 베를린 필하모닉 오케스트라, DG

## 노트, 참고 문헌과 출처

### 노트
1. ↑  수수료는 "350 플로린" 및 "500 굴덴"으로 다양하게 설명된다.[2][3] 베토벤은 나중에 빈의 예술과 산업 상점 사로부터 1500굴덴의 별도 수수료를 받았다. 그 금액은 피아노 협주곡 4번, 라주몹스키 사중주, 바이올린 협주곡 및 코리올란 서곡.[4]
2. ↑  베토벤은 이 계약 위반에 대해 오퍼스도르프에게 편지를 보내야 했다. 오퍼스도르프의 오케스트라가 이 작업을 수행했는지 여부는 알려져 있지 않다.[6]

### 참고 문헌
1. 1 2  린제이 켐프. Notes to LSO Live set LSO0098D
2. 1 2 3  그로브, p. 97
3. ↑  앤더슨, p. 1426년
4. ↑  스타판 알빈손. "초기 음악 저작권: 베토벤과 슈만에게 그들이 중요했는가?", 음악의 미학과 사회학에 대한 국제적 검토 43, no. 2(2012), pp. 265–302
5. ↑  Netl, p. 262
6. ↑  로다, 리차드 "교향곡 4번 내림나장조, Op. 60", 케네디 센터. 2019년 8월 25일에 확인함
7. ↑  스타인버그, pp. 19–24
8. ↑  허셔, 필립. "루트비히 판 베토벤 – 교향곡 4번 B플랫 장조, Op. 60" 보관됨 2010-06-20 - 웨이백 머신, 시카고 심포니 오케스트라. 2019년 8월 25일에 확인함
9. ↑  그로브, p. 96
10. ↑  "루트비히 판 베토벤 – 교향곡 4번 B플랫 장조, Op. 60, 1806년", 베를린 주립 도서관. 2019년 8월 26일에 확인함
11. ↑  "루트비히 판 베토벤 – 교향곡 4번 B플랫 장조, Op. 60" 보관됨 2022-06-23 - 웨이백 머신, 뉴욕 필하모닉. 2019년 8월 25일에 확인함
12. ↑  린제이 켐프. LSO 라이브 세트에서의 메모 LSO0098D
13. ↑  “문서사본”. 2010년 11월 17일에 원본 문서에서 보존된 문서. 2010년 4월 26일에 확인함.